# Thomas Aass
Thomas Valentin Aass (* 28. April 1887 in Oslo; † 14. August 1961 ebenda) war ein norwegischer Diplomat und Segler.

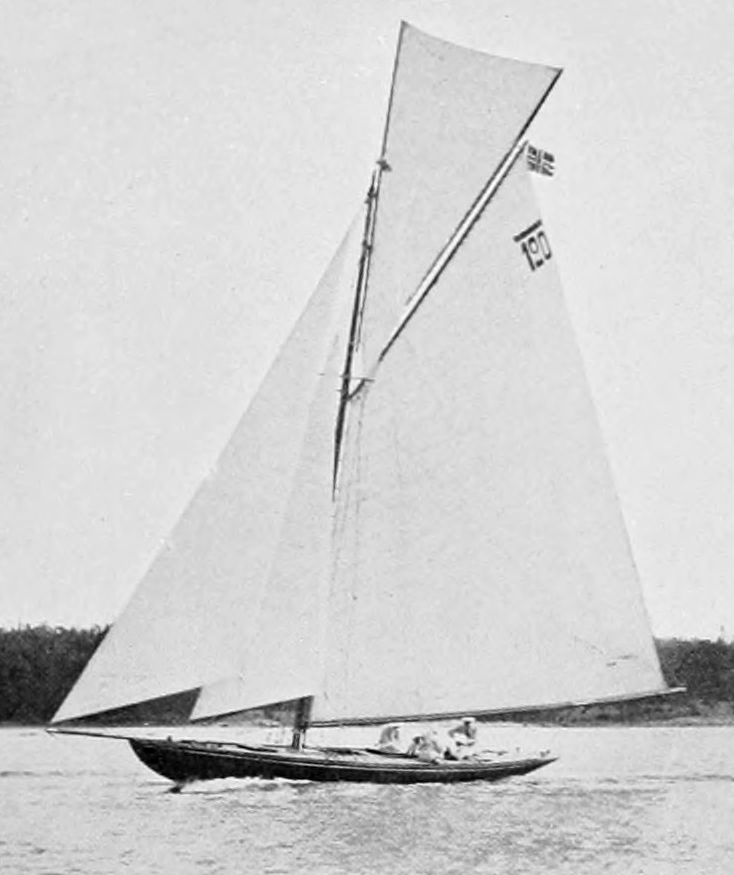
8mR-Yacht Taifun, Goldmedaille 1912

## Werdegang
Thomas Aass studierte Rechtswissenschaften an der Universität Oslo und schloss das Studium 1911 als candidatus juris ab. 
Aass, der für den Kongelig Norsk Seilforening (KNS) segelte, wurde im Jahr darauf in Stockholm bei den Olympischen Spielen in der 8-Meter-Klasse Olympiasieger. Dabei war er Crewmitglied der Taifun, die in beiden Wettfahrten der Regatta den ersten Platz belegte und damit den Wettbewerb vor dem schwedischen Boot Sans Atout von Skipper Bengt Heyman und dem finnischen Boot Lucky Girl von Skipper Bertil Tallberg gewann. Zur Crew der Taifun gehörten außerdem Torleiv Corneliussen, Andreas Brecke und Christian Jebe. Skipper des Bootes war Thoralf Glad.
1917 trat er dem norwegischen Außenministerium bei und machte dort rasch Karriere. Bereits 1921 amtierte er als stellvertretender Konsul in Barcelona, ein Jahr darauf war er Gesandtschaftssekretär in London. 1923 erfolgte die Beförderung zum Vizekonsul. Im Jahr 1930 wurde er an die norwegische Gesandtschaft in Stockholm als Sekretär versetzt und war dort bis 1934 auch für die litauische Stadt Kaunas verantwortlich. Von 1934 bis 1940 war er im Außenministerium selbst beschäftigt, ehe er wieder nach Stockholm als Handelsrat zurückkehrte. Während des Zweiten Weltkriegs wurde er 1943 zum Gesandtschaftsrat befördert. 1946 wurde er Generalkonsul in Göteborg.
Aass war Kommandeur des schwedischen Nordstern-Ordens und Wasaordens sowie des spanischen Ordens de Isabel la Católica. Außerdem erhielt er das Offizierskreuz des Sankt-Olav-Ordens und des polnischen Ordens Polonia Restituta sowie das Ritterkreuz des dänischen Dannebrogordens.